# One Piece: Unlimited Adventure
«One Piece: Unlimited Adventure» — видеоигра на консоле Nintendo Wii, основанная на серии манга «One Piece. Большой куш». 26 апреля 2007 года состоялся релиз игры в Японии, 22 января — в США. Продолжение One Piece: Unlimited Cruise вышла в 2008 году.

## Игровой процесс
В игре реализованы три игровых режима: Story Mode (сюжетный режим), Vs. Mode и Survival Mode (выживание).
Story Mode
Классический приключенческий экшен с платформами, головоломками и сбором предметов. Чтобы продвигаться по игре, игрок должен собирать определенные предметы для Фрэнки и Усоппа, чтобы они могли создавать новые инструменты и открывать новые пути. Рыбалка и ловля жуков также являются важными побочными заданиями; некоторых жуков и рыб нужно поймать, чтобы снять печати.
Vs. Mode
Игрок может выбрать любого из более чем 40 персонажей, которые появлялись в игре (включая рядовых врагов и финального босса) в режиме битвы. Игрок может сражаться против компьютера или друга в режиме Vs.
Survival Mode
Игрок может выбрать одного персонажа из более чем 40 персонажей, которые появлялись в игре (включая рядовых врагов и финального босса), и сражаться с 1000 противниками.

## Сюжет
На борту Таузенд Санни царит напряженная атмосфера. Запасы еды и воды стремительно сокращаются, ставя под угрозу благополучие Пиратов Соломенной Шляпы. Луффи признается, что он, Усопп и Чоппер съели все провианты в соревновании по поеданию. Санджи, разгневанный их прожорливостью, заставляет Луффи и Чоппера ловить рыбу, чтобы компенсировать потерю, а Усопп отправляется на поиски ближайших островов для пополнения запасов.
Вместо вкусной рыбы Луффи вылавливает странный драгоценный камень. Он пытается показать свою находку остальным, но те, обеспокоенные нехваткой провизии, не проявляют особого интереса. "Если его нельзя съесть, то он нам не нужен", - заявляют они.
Луффи, не теряя оптимизма, решает использовать свою технику Gum-Gum Rocket, чтобы взлететь в воздух и осмотреться в поисках острова. Каким-то образом драгоценный камень реагирует на его действия, и прямо под Таузенд Санни из морских глубин поднимается остров.
Луффи и его команда решают исследовать остров в поисках "Скрытого Сокровища", которое, по слухам, можно найти, только сломав все печати. Однако их попыткам мешает странное существо. Не зная, что оно защищает, Пираты Соломенной Шляпы продолжают ломать печати, одновременно разыскивая свой пропавший корабль.
Вскоре выясняется, что печати сдерживают возрождение древнего монстра, созданного первыми жителями острова для защиты от захватчиков. Попора, хранитель острова, одиноко прожил тысячу лет после смерти своего создателя, чтобы предотвратить возвращение чудовища. Луффи и его команда, узнав об этом, решают помочь Попоре, сломав последние печати и победив монстра.
После победы над чудовищем появляется создатель Попоры и, в знак благодарности, превращает остров в райский уголок, где Попора может жить с другими существами, подобными ему. Пираты Соломенной Шляпы, пополнив запасы провизии, отправляются в дальнейшее плавание.

## Рекламная кампания
Анонс Unlimited Adventure для Wii на E3 2006 сопровождался ранней демоверсией, в которой были показаны Луффи, вражеские морские пехотинцы и использование сети с управлением движением для ловли жуков. С тех пор большая часть экранной графики претерпела изменения. Изменилась полоса здоровья, а также персонажи получили более традиционную систему прокачки. Еще одним изменением стал экран повышения уровня драгоценных камней. Кроме того, карта в демоверсиях была совершенно другим островом.
В США игра не получила широкой телевизионной или веб-рекламы. Такие веб-сайты, как GameTrailers, предлагали онлайн-трейлеры, клипы и тизеры, включая ролики со Смокером, Крокодайлом и Арлонгом, а также весьма спойлерный клип с Фрэнки, в котором впервые был раскрыт его голос. Вступительная заставка Unlimited Adventure также была представлена на английском языке на Game Trailers, наряду с японскими клипами. За несколько недель до выхода игры Funimation и Bandai Namco создали веб-сайт для ее продвижения.
За пределами Интернета единственной рекламой были полностраничные объявления и статьи-превью игры. Хотя в статье-превью говорилось, что "будет 8 Мугивар на выбор", английская адаптация была только до добавления Робин в основной состав. В одностраничном объявлении Таузенд Санни явно фигурировала. Он не появится еще 300 глав в английской манге. Кроме того, Фрэнки и Таузенд Санни считаются огромным спойлером к сериалу в США.
Фрэнки, хотя и было подтверждено, что он будет в игре, был убран из всей рекламы, а обложка игры была отредактирована, чтобы убрать его. Помимо самой игры, Фрэнки появляется только в камео в инструкции к игре и является одним из персонажей, представленных в рекламе, упакованной с DVD-диском "Эпизод Алабасты: Принцесса пустыни и пираты".

## Критика
| Сводный рейтинг    | Сводный рейтинг |
| Агрегатор          | Оценка          |
| ------------------ | --------------- |
| GameRankings       | 69,83 %         |
| Metacritic         | 67/100          |
| Иноязычные издания |                 |
| Издание            | Оценка          |
| 1UP.com            | B−              |
| GameRevolution     | C+              |
| GameSpot           | 7/10            |
| GameSpy            | [ 8 ]           |
| GameTrailers       | 6.7/10          |
| GameZone           | 7/10            |
| IGN                | 6.8/10          |
| Nintendo Power     | 6.5/10          |

Игра получила средние оценки после выхода. GameRankings присвоил ей 69,83%, а Metacritic - 67 из 100.
В Японии игра была продана в количестве 110 802 единиц по состоянию на 30 декабря 2007 года.